# Tekvondo
Tekvondo je korejska borilačka veština nastala 40-ih godina dvadesetog veka spajanjem različitih veština koje su se vežbale u to vreme. Njeno ime dolazi iz reči Tae (태, hanja 跆), što znači udariti nogom, Kwon (권, hanja 拳), što znači udariti rukom i Do (도, hanja 道), što znači put. Tekvondo je udaračka veština koju odlikuju atraktivne nožne tehnike i brzina.Disciplina koja nam pokazuje načine jačanja našeg duha i životne energije, treniranjem našeg tela i uma. Danas se tekvondo smatra jednom od najpopularnijih borilačkih veština i sportova,i jedan je među zvaničnim sportovima na Olimpijadi, a broj vežbača u svetu se procenjuje na više od 100 miliona.

## Filozofija
Tekvondo je povezan sa svakodnevnim životima kroz aktivnosti, pokrete i promene. Filozofija tekvonda se najbolje razume treniranjem tekvonda.Principi tekvonda se mogu objasniti na više načina: “Sam Jae”, “Eum” i “Yang”. Sem džej se odnosi na “Cheon”, “Ji” i “In” i principima koji se tiču njih. U orijentalnim zemljama, prepoznaje se kao glavni princip za objašnjenje promena svega u svetu. Sem džej i promene Eum i Jang predstavljaju “Osam trigrama predviđanja” u Knjizi promena. Princip Sem džej je istaknut u orijentalnim zemljama, a naročito u Koreji. Ako razumete principe tekvonda, razumećete njegove veštine i njegove duhovne dubine. Principi Eum i Jang su takođe istaknuti u orijentalnim zemljama, kao glavni princip života. Prema njima sve ima svoju suprotnu stranu. Ovaj princip objašnjava različite oblike promena, koje dolaze od Taegeuk (jedinstvo suprotnosti), koji predstavlja konačnu tvrdnju da Eum i Jang čine jednu celinu. Ako shvatimo tekvondo po ovom principu, naći ćemo rešenje, i pored stalnog menjanja veština, naći ćemo izlaz iz bilo koje situacije. Razumevanjem ovih filozofskih principa tekvonda, možemo naći pravi način razumevanja i razvoja našeg života.

### Istorijski razvoj filozofije
Tekvondo sadrži razmišljanja koja su Han ljudi razvili kroz istoriju. Njegovu filozofiju je lako objasniti preko Hongik-Ikan, Džase Ihva, ili Hvarangdo duha. Hongik-Ikan i Džase-Ihva nisu bili samo ideologije Tangun Čosunove fondacije, već temeljna razmišljanja Han naroda. Vremenom, ove ideje razvile su se u Hvarangdo duh i tekvondo filozofiju danas.
Hongik-Ikan znači univerzalno blagostanje čovečanstva. To je bila ideja Tangunove fondacije, koju je nasledila duša tekvonda. Lako je potvrđeno iz činjenice, da i sama reč tekvnondo znači suzbijanje borbe i postizanje mira. Džase-Ihva znači da je svet obrazovan u skladu sa razumom neba. Tekvondo je princip, a ne samo jednostavan spoj pokreta. On je tradicionalna korjeska borilačka veština okarakterisana trojstvom tela, uma i životne energije. Prema tome, princip je razlog postojanja, i tako se odnosi na razum neba u Džase-Ihve. Dakle, ljudska bića mogu da se školuju u skladu sa razumom neba kroz treniranje tekvonda na pravilan način. To je pravo značenje Džase-Ihve. Hongik-Ikan i Džese-Ihva se jasno pojavljuju u mitu korejske fondacije. Prema tome, „U ranom uzrastu, Hvan Vung, sin neba osnovao je naciju zvanu Baedal (staro ime Koreje). Tada je najavio svrhu nacionalne fondacije kao Džase-Ihva (obrazuj u skladu sa razumom neba) i Hongik-Ikan (univerzalno blagostanje čovečanstva)".

## Istorija
Istorija borilačkih veština u Koreji je vrlo duga. Najstariji dokazi su kipovi i slike pronađeni u grobnici dinastije Mjong Čong (oko 3. veka p. n. e.) koje prikazuju ratnike u borbenim pozama. U to doba, Koreja je bila podeljena na tri kraljevstva: Šila, Kogurjo i Pekče. Sva tri kraljevstva su imala jake vojske (u Kogurju zvanih "Sonbae", u Šili „hwarang") koje su izučavale veštinu nenaoružane borbe. U to vreme, veština se zvala "hwa-rang-do" ili subak.
Subak se razvio u veštinu "taekkyon", koja se često koristila na vojnim demonstracijama, i na turnirima na kojima su se ratnici mogli dokazati u međusobnom nadmetanju. To posebno dolazi do izražaja za vreme dinastije Korijo (918—1392. n. e.), koja ujedinjuje tri kraljevstva, i kada se takmičenja u taekjonu koriste u svrhu pronalaženja talentovanih novih vojnika ili čak imenovanju vojnika u oficire. Kroz vekove, taekjon razvija mnogo specifičnih nožnih tehnika. Za vreme dinastije Joseon, konfučijanstvo zamenjuje budizam kao službena religija, i društvo postaje manje fokusirano na ratovanje i viši društveni slojevi počinju se više baviti poezijom i muzikom. Shodno tome, taekjon postaje zanimacija nižih društvenih slojeva i preživljava kao narodna igra sve do početka 20. veka.
Za vreme japanske okupacije Koreje, sve borilačke veštine su strogo zabranjene i taekjon praktično izumire. Mnogo Korejaca putuje u Japan na studije i tamo se upoznaje s karateom. Po završetku Drugog svetskog rata i japanske okupacije, vraćaju se u Koreju i otvaraju škole borilačkih veština.
Neke od poznatih škola iz ovog razdoblja su Chung Do Kwan, Oh Do Kwan i Jidokwan. Škole nisu bile povezane, a veština koju su podučavali (uglavnom varijacije okinavanskog karatea) se nazivala raznim imenima: kong soo do, tang soo do, tae soo do itd. Kroz uticaj taekjona, veština poprima mnoge specifične nožne tehnike, ali se još uvek podučava pod različitim imenima, s različitim formama, zvanjima koja nisu ujednačena itd.
Među vlasnicima škola se ubrzo javlja želja za ujedinjenjem njihovih stilova u jedinstvenu korejsku borilačku veštinu. Nova veština se isprva naziva tae soo do, ali ubrzo menja ime u tekvondo i počinje process ujedinjenja. 1961. je osnovan Korea Taekwondo Union kao prva udružena organizacija, koja 1965. menja ime u Korea Taekwondo Association, naziv koji nosi i danas.

### Poreklo
U ranim danima korejskog poluostrva, postojalo je tri plemena, svako je uživalo u ratničkom takmičenju u borilačkim veštinama tokom sezonskog rituala. U to vreme, ljudi su učili tehnike kroz svoja iskustva, u borbama protiv zveri čiji su napadački i odbrambeni pokreti bili dobar predmet analize. Smatra se da su upravo to bili prvi koreni današnjeg tekvondo-a, čija su imena potekla od imena „Subak“, „Taekkyon“ itd.
U drugoj polovini drevnih vremena na korejskom poluostrvu, tri carstva su se borila za vođstvo. Kogurijo, Pekče i Šila su se upustili u porast nacionalnih snaga sa istreniranim ratnicima. Stoga, korejska istorija govori o tome da je bilo vojnih ličnosti među poznatim i uglednim nacionalnim liderima tri kraljevstva, koja dokazuje vojnu težnju za vladajućom hijerarhijom. 
Kao rezultat toga mladi ratnici su bili organizovani, tako što su „Hawarangdo“ u Šila i „Chouisonin“ u Kogurijo, obojica usvojili treniranje borilačkih veština kao jedan od važnih predmeta za učenje. Poznata knjiga borilačkih vestina današnjice, pod nazivom „Muyedobo-Tongji“ u kojoj je napisano „Tekvondo je osnova borilačkih veština, koja omogućava izgradnju snage slobodnim korišćenjem šaka i stopala, i takođe treniranje ruku i nogu kao i tela za prilagođavanje svakoj kritičnoj situaciji“ što znači da je tekvondo već preovlađivao u tom dobu.
Šila carstvo je osnovano 57 godina pre nove ere na jugoistočnom delu Koreje, i Kogurijo osnovan 37 godina pre nove ere na severnom delu Koreje duž reke Jalu, oba carstva su ulagala velike napore u podizanju svoje dece kako bi stasala u jake ratnike zvane „hwarang“ i „sunbae“ odnosno, naravno sa tekvondom kao glavnim predmetom fizičkog treninga.

#### Tekvondo u Koguriju
Kagurij je kraljevstvo u severnom delu Koreje, okruženo neprijateljskim Han (kineskim) plemenom na severu. Tako da je kraljevstvo, u tom periodu, organizovalo jak odbrambeni korpus zvani „Sunbae“ u pokušaju da održi vlast.
Prema naučnicima „sunbae“ je čovek koji poseduje vrlinu da ne ustukne od borbe i član je ratničkog korpusa. Kasnije, kako je opisano u staroj dinastiji Čosun, oslobađali su ih od Kogurijo služenja: „Ljudi su se okupljali 10. Marta svake godine na mestu rituala, gde su uživali u plesu sa mačevima, streljaštvu, Taekjon takmičenju i ostalog.“, što ukazuje da je Taekjon bio jedan od popularnih rituala u vreme Kogurija.
Isto tako je rečeno da su „sunbae“ ratnici živeli u grupama, učili istoriju i književnu umetnost kod kuća, i izlazili da grade puteve i utvrđenja, za dobrobit zajednice, uvek stavljajući sebe u službu naroda. Zato je bilo prirodno da u vreme Kogurija prioritet bude na Taekjonu koji je bio osnovna borilačka veština, što dokazuje freska otkrivena u grobnici na teritoriji Kogurija. Slika na zidu Samsil groba prikazuje dva ratnika koji se bore „licem u lice“ u Taekjon stavu, a treća, na istom grobu, prikazuje scenu korejskog meča u rvanju (Ssireum), koja se jasno razlikuje od Taekjona. Iz freske Taekjon borbe može se pretpostaviti da su sahranjeni u toj grobnici trenirali Taekkyon ili saučestvovali u plesu i borilačkim veštinama.

#### Tekvondo u Šili
Kraljevina Šila je osnovana na jugoistočnom delu korejskog poluostrva gde nije bilo neposrednih pretnji spolja, ali rađanjem Pekče, kraljevstva na zapadnom krilu i početkom invazije sa Kogurijo severne teritorije, Šila je bila podstaknuta da se naoruža razvojem borilačkih veština.
U stvari „hwarangdo“ je tipičan primer Šila borilačkih veština koje su prihvatile „sunbae“ sistem iz Kogurija. Grupa mladih hvarnagdo je obučavana da poštuje roditelje, da budu odani Šila carstvu i posvećeni žrtvi za zajednicu da bi postali važne ličnosti u kraljevstvu.
Kako je zapisano o staroj dinastiji Chosun o životima hvaranga, članovi hvarangdo: „Hvarang ratnici su birani od strane carstva kroz takmičenje, i nakon odabira oni su živeli u grupama, učili, vežbali subak, mačevanje i jahanje, i ponekad uživali u raznovrsnim igrama u zajednici, radeći na prvoj pomoći, izgradnji utvrđenja i puteva, i bili uvek spremni da žrtvuju svoje živote u vreme rata.
Hvarangzi su posebno bili pod uticajem budističkih disciplina, kada su nastale bronzane statue Kumgang Joksa (čovek velike fizičke snage), trenutno izložene u Kjongju muzeju, jasno ukazuju da su borilačke veštine praktikovane u hramovima uz pokazivanje jakih muških mišica i borbenih stavova.
Poseban oblik pesnice prikazan na statui Kumang Joksea jasno podseća na „jungkwon“ (prava pesnica) u savremenom tekvondu. Statua takođe pokazuje „pyon jumok“ (ravna pesnica) i pokret nogama koji se vide u današnjem tekvondu.
Primetno je da se u Šila epohi termin „subak“ (tehnika ruku) i „taekkyon“ pojavljuju zajedno, ukazuju da su obe, ručne i nožne tehnike korišćene u borilačkim veštinama kao što je prikazano u današnjem tekvondu.

#### Sličnosti tekvonda u Kogurijo i Šila
Kao veština Taekjon je popularizovan u Koguriju, takođe prenet je i u Šila, sto opravdavaju sledeća gledišta:
1. „Hwarang“ (ili sonrang) u Šili ima isto značenje kao i reč „sunbae“ u Koguryiju i ukazuje na mladog ratnika u korpusu.
2. Oba, hvarang i sunbae, imaju istu organizaciju i hijerarhijske strukture.
3. Istorijski, kao što su se sunbae u Kogurijo nadmetali u Taekjon igrama za vreme svojih nacionalnih igara, Hvarangzi u Šila carstvu su takođe igrali Taekjon igre (subak, dokkyoni ili taekkyoni) na festivalima kao što su „palkwanhoe“ i „hankawi“, čime su sistematski razvijane drevne borbene tehnike u taekjonu (ili sonbae-u) kao osnova borilačkih veština do oko 200 godina pre nove ere. Od 4. veka Hvanagzi su primenili taekjon lekciju kao sistemsku borilačku veštinu u svojim kućnim učenjima, kako bi ih popularizovali među običnim ljudima. I to toliko da su njihove tehnike prikazane na zidnim slikama grobova starih ratnika. Isto tako je tačno da se Taekjon iz Šila dalje razvio u školu borilačkih veština sa podelom tehnika, tehnike golim rukama i tehnika stopala, što je prikazano drevnim budističkim skulpturama.

### Srednji vek
Korijo dinastija, koja je ujedinila korejsko poluostrvo posle Šila (od 918—1392 godine), razvija Taekjon više sistematski i uvodi ga kao obavezan predmet u ispitu za izbor vojnih kadeta.
Tehnike i moć Taekjona izrasle su u efikasno oružje, koje mogu čak i da ubiju. U vojsci, prema šablonu kolektivne vežbe zvane „obyong-subak-hui“ (5 igrača Taekkyon-a), je bila predstavljena kako bi se mogla koristiti u ratovima.
U ranim danima Korijo dinastije, sposobnosti borilačkih veština bile su jedini zahtev u pogledu kvalifikacija da se postane vojno lice, jer je carstvu bila potrebna nacionalna odbrana nakon osvajanja poluostrva. Običan vojnik koji je savladao tehnike Taekjona je unapređivan u generala, a mladi su pozivani na Taekjon takmičenja gde su birani najkvalifikovaniji da postanu vojni oficiri. Bilo je mnogo primera u kojima su mnogi mladi Taekjon borci, izabrani na takmičenjima, usavršili Taekjon što dokazuje da je tekvondo sport nastao u ovoj epohi. Iz vremena Korijo dinastije zapisano je: „na takmičenju u Taekjon tehnikama, Lee Yi-Min je udario stub kuće sa pesnicom desne ruke, tako da su se neki od rekvizita na krovu uzdrmali. Drugi Taekjon takmičar je svojom pesnicom probio zid od gline.“.
Kraljevi Korijo dinastije su bili posebno zainteresovani za „subakhui“ (Taekjon takmičenja) čineći ih obaveznim kursom vojne obuke. Stoga je subakhui takođe popularan za inspekcijske ture po selima.
Međutim, Korijo dinastija, u novijim godinama, ima na raspolaganju barut i nove vrste oružja tako da usporava svoju podršku razvoju borilačkih veština.

### Moderna vremena
U moderna vremena Koreje, Čosun dinastije (1392—1910) carske Koreje, i japanske kolonijalne vlasti do 1945. godine, tekvondo je česće nazivan „subakhui“ nego „Taekkyon“ i pretrpeo je gubitak zvanične podrške centralne vlade, i biva modernizovan kao oružje za nacionalnu odbranu, mada je i dalje bio popularan u ranom periodu dinastije Čosun.
Čosun dinastija je osnovana na ideologiji konfučionizma, što je rezultiralo odbacivanjem budizma i davanjem većeg značaja književnoj umetnosti nego borilačkim veštinama. Ipak u letopisu o Čosun dinastiji, govori se o takmičenjima subakui u lokalnoj zajednici, koja su kraljevi rado pratili u vreme praznika i na kojima su birani vojnici. Takođe je naređeno od strane ministarstva odbrane da treba zaposliti takmičara koji pobedi tri protivnika u subakui. Međutim, kako je vlada napredovala, vladini zvaničnici su počeli da polažu više važnosti na borbu za moć nego na odbranu, zanemarujući tako promociju borilačkih veština.
Zatim, u vreme kralja Džungjoa, nakon invazije Japanaca na Koreju (1592. godina) kraljevska vlada oživljava jake mere odbrane jačanjem vojne obuke i uvođenjem prakse borilačkih veština. U ovom periodu bila je objavljena takozvana „Muyedobo-Tongji“, knjiga borilačkih veština, čija četvrta glava, pod nazivom „tehnike ručne borbe“ sadrži ilustraciju od 38 pokreta koji ne mogu da se porede sa današnjim tekvondo pomsaeom i osnovnim pokretima, koji su modernizovani putem naučih studija.
Čak i pod japanskom kolonijalnom vlašću, neki poznati korejski pisci, kao što su Šin Čao-Ho i Čoi Nam-San, pominju tekvondo, rekavši: „Prisustvo subaka preovladava u Seulu došavši od sunbae u Korijo dinastiju“, i „subak je kao današnji Taekjon koji je prvobitno praktikovan kao borilačka veština, ali se sada uglavnom igra kao dečija igra“.
Međutim, japanska kolonijalna vlast je zabranila sve vrste tradicionalnih, folklornih igara, uključijući i Taekjon, u periodu porobljavanja korejskog naroda. Borilačku veštinu Taekjon (tekvondo) su tajno prenosili samo majstori veština, do oslobođenja zemlje 1945. godine. Song Duk-Ki, jedan od majstora svedoči da je njegov gospodar Im Ho razvio odlične sposobnosti Taekjona, „preskačući zidove i trčeći kroz šumu kao tigar“.
U to vreme, primenjivano je 14 vrsta tehnika i to 5 vrsta udaraca nogom, 4 tehnike udaraca rukama, 3 šablona guranja petom na dole, 1 šablon udarca iz okreta i 1 tehnika obaranjem celog tela. Takođe se spominje termin „poom“ što označava stav „licem u lice“ na početku borbe. Majstori Taekjona su bili pod stalnim pritiskom i pretnjom zatvora, što je možda i doprinelo da Taekjon postane popularan.

### Tekvondo danas
Nakon oslobađanja Koreje od japanske kolonijalne vladavine posle Drugog svetskog rata, ljudi su se počeli osamostaljivati i tradicionalne igre nastavljaju svoju popularnost. Song Duk-Ki već pomenuti majstor Taekjona, demonstrirao je borilačke veštine pred prvim predsednikom Republike Koreje Singman Rijem, povodom njegovog rođendana, gde je jasno napravio razliku tekvonda od japanskog karate-a kojeg su uveli japanski vladari.
Veliki majstori (eksperti) borilačkih veština počeli su otvarati tekvondo gimnazije širom zemlje i nakon završetka korejskog rata (1950—1953) tekvondo je popularizovan među nosiocima crnih pojaseva unutar države, takođe je otpremljeno oko 2000 majstora tekvondo-a u više od 100 zemalja sveta.
Posle toga, sledi nominacija tekvonda kao nacionalne borilačke veštine 1971. godine, sadašnji Kukkiwon je osnovan 1972. godine da bi se koristio kako kao centralni štab tako i kao sedište različitih tekvondo takmičenja.
Godinu dana kasnije, 1973. godine, osnovana je Svetska Tekvondo Federacija, iste godine je održano svetsko prvenstvo u tekvondo-u.
Godine 1984. tekvondo je zvanično prihvaćen u azijske igre, 1975. godine je prihvaćen kao zvanični sport u Sjedinjenim Američkim Državama, i priznat od strane Opšteg udruženja međunarodnih sportskih federacija (GAISF-General Association of International Sports Federations), kasnije preimenovane u SportAccord, zatim 1976. godine je prihvaćen kao zvanični sportski događaj od strane Saveta za vojni sport (CISM-Council of Military Sports) i od Međunarodne univerzitetske sportske generacije (FISU-Federation International Sport University) u 1986. godini. Svetska tekvondo federacija (WTF) postaje priznata od strane međunarodnog olimpijskog komiteta 1980. godine, kada i tekvondo postaje olimpijski sport. Zatim je tekvondo usvojen kao zvaničan sport na Svetskim igrama 1981. godine, na Sveafričkim igrama 1983. godine i Panameričkim igrama 1986. godine.

## Svetske organizacije
Pored nastojanja prve generacije majstora tekvondoa koji su probali ujediniti tekvondo u jednu standardizovanu borilačku veštinu, to im nije u potpunosti uspelo. Glavni razdor u tekvondou je podela na kukki-tekvondo (međunarodno predstavljen kroz WTF) i ITF tekvondo.
Osim u formama i pravilima sportske borbe, dva stila tekvondoa se razlikuju i po nazivu, te osnovnim tehnikama. Kukki-tekvondo se trenira u Južnoj Koreji, dok je u Severnoj Koreji prisutan samo ITF tekvondo.
Kukki-tekvondo je nastao kroz napore korejske organizacije za tekvondo (KTA) da ujedini različite korejske borilačke veštine. Kukkiwon je stvoren 1972. godine, kao organizacija koja se brine o tehničkom delu tekvondoa i njegovom standardizacijom. Svetska vrhovna organizacija VTF nastaje godinu kasnije, 1973, i danas je KTA samo jedna od članica WTF-a. Treba napomenuti da se WTF isključivo bavi organizacijom turnira i da se ne bavi izdavanjem pojaseva ili razvojem forma, za što je zadužen Kukkiwon. Za učestvovanje na WTF turnirima i olimpijskim igrama potrebno je imati službenu potvrdu o zvanju, izdanu od Kukkiwona.
ITF je nešto starija organizacija, koju je osnovao general Choi Hong Hi 1966, nakon što je odlučio odvojiti se od procesa ujedinjenja tekvondoa i napustio Korea Taekwondo Association kako bi osnovao svoj stil. ITF sam izdaje potvrde o zvanjima i organizuje međunarodne turnire. Posle smrti generala Choia, ITF se deli na tri organizacije, severnokorejski ITF koji vodi njegov sin, bečki ITF i montrealski ITF. Sve tri organizacije tvrde za sebe da su prave naslednice Choieva ITF-a. U ovom trenutku je budućnost ITF-a je pod znakom pitanja.
Otkako je tekvondo borba po WTF pravilima postala olimpijska disciplina, kukki-tekvondo je prilično ojačao jer su mnogi borci prešli na kukki-tekvondo kako bi imali pravo nastupa na olimpijskim igrama. To je jedan od razloga zašto je kukki-tekvondo danas najpopularniji stil tekvondoa. Zadnja želja generala Hoja, konačno ujedinjenje tekvondoa, mogla bi se ostvariti jer BTF i severnokorejski ITF trenutno vode razgovore o ujedinjenju i izjednačavanju tehničkih razlika.
Osim ove dve velike organizacije, postoje i mnoge druge, kao ITA, TAGB, ATA itd., ali nijedna od njih nema međunarodni značaj.

## Tekvondo u Srbiji
U Srbiji se tekvondo vežba od 1979. godine. Tekvondo savez Srbije osnovan je 1985. godine, prvi predsednik je bio Dragan Petrović, a generalni sekretar dr Boris Krivokapić.
Danas se savez zove Tekvondo asocijacija Srbije, njen predsednik je Dalibor Vidaković, a generalni sekretar Zoran Ćendić.
Najuspešniji srpski tekvondo klubovi su beogradski „Galeb“, „Azija“, "Herkules", "Feniks", "Omega" i, vršački „Eurošped“, šabački tkd klub "Šabac",„Letnjikovac“ i „Viner Čivi,“tekvondo klub "Zrenjanin" iz Zrenjanina, dr. Najveće uspehe na međunarodnoj sceni ostvarili su Zoran Krajčinović iz „Galeba“ (prvak Evrope i treći na svetu) kod muškaraca i Milica Mandić iz „Galeba“, Šućur Miloš iz "Zrenjanina" ( peto mesto na Olimpijskim igrama mladih u Kini ) i Tanja Grubor iz „Beograda“ (druga u Evropi).
Milica Mandić je 2012. godine osvajanjem zlatne medalje na Olimpijskim igrama u Londonu ušla u istoriju srpskog tekvondoa, a taj uspeh je ponovila i osvajanjem zlatne medalje na Olimpijskim igrama u Tokiju 2021. Veliki uspeh napravila je i Tijana Bogdanović na Olimpijskim igrama u Riju 2016, kada je osvojila srebrnu medalju.
Srpski tekvondo trener Dragan Jović tri puta je biran za najboljeg trenera na svetu.

## Zvanja
Budući da ni dan danas ne postoji potpuno ujedinjenje tekvondoa pod jednom glavnom organizacijom, zvanja dobijana od jedne organizacije obično nisu prihvaćena u drugim organizacijama. Ipak, većina tekvondo sportista poseduje sertifikat od Kukkiwon-a ili ITF-a.
Tekvondo zvanja se dele na deset učeničkih zvanja (keup) i deset majstorskih zvanja (dan). Novi polaznici kreću od desetog zvanja keup (beli pojas),samim početkom vežbanja i učlanjenjem u klub, stiče se pravo na nošenje belog pojasa. Za njega nije potrebno polaganje. Na svakom sledećem testiranju, učenik ima pravo da polaže za sledeći viši pojas, sve do majstorskih zvanja dan (crni pojas).
- 10. i 9. keup: Beli i beli sa žutom trakom
- 8. i 7. keup: Žuti i žuti sa zelenom trakom
- 6. i 5. keup: Zeleni i zeleni sa plavom trakom
- 4. i 3. keup: Plavi i plavi sa crvenom trakom
- 2. i 1. keup: Crveni i crveni sa crnom trakom
- 1. dan i viši: Crni pojas

Većina škola takođe koristi pruge na kraju pojasa da označi međustepene. Tako zeleni pojas označava 6. keup, dok zeleni pojas s plavom prugom označava 5. keup, ili „viši zeleni pojas“.
Takmičenja u tekvondou su obično grupisana po zvanjima, tako da se polaznici bore s protivnicima sličnih mogućnosti.

## Tehnike
Tekvondo se deli na pet sastavnih delova:
- Osnove (Kibon)
- Forme (Poomsae)
- Samoodbrana (Hosinsul)
- Lomljenje (Kyokpa)
- Borba (Kyorugi)

Većina klubova se danas specijalizuje za takmičarski deo tekvondoa (borbeni trening i vježbanje forma), no svi su delovi tekvondoa važni za postizanje majstorskih zvanja.

### Osnove
Na samom početku, trening tekvondoa je naličio karateu i sastojao se od vežbanja tradicionalnih stavova, blokova i udaraca. Danas se tradicionalnim tehnikama ne posvećuje mnogo vremena i u većini škola su ih zamenile vežbe na vreći i s fokuserima.
Osnove tekvondoa dele se na
- stavove (npr. jahaći stav - juchun seogi, prednji stav - ap kubi ili zadnji stav - dwit kubi),
- blokade (npr. gornja blokada - olgul makki ili donja blokada - arae makki),
- udarce rukom (npr. udarac šakom - jumok jirugi ili udarac spoljnom ivicom dlana - sonnal chigi), te
- udarce nogom (npr. kružni udarac - dollyo chagi ili bočni udarac - yop chagi).

Cilj učenja osnova je razvijanje pravilne tehnike, korišćenje celog tela, i očuvanje tradicije tekvondoa.

### Forme
Forma je borba protiv zamišljenog protivnika, koja se sastoji od 16-30 pokreta. Pokreti se sastoje od određenih udaraca i blokada rukom i nogom. Učenje formi je pravi temelj svake borilačke veštine pa tako i tekvondoa. Forme pomažu u usavršavanju kretanja i tehnike. Forme se još nazivaju poomsae ili hjong.
Forme su koreografisane borbe protiv zamišljenog napadača koje vežbač izvodi sam s ciljem razvijanja ravnoteže i usavršavanja osnovnih tehnika. Većina tekvondo sportista danas vežba forme Kukkiwon ili forme ITF (ili kombinaciju).
Kukki-tekvondo sadrži osam učeničkih formi za niže pojaseve (taeguek poomsae) i devet majstorskih formi za crne pojaseve (yudanja poomsae). Neki klubovi još podučavaju forme palgwae, koje su razvijene u isto vreme kad i majstorske forme, ali velika većina klubova koristi novije i modernije forme taeguek.
ITF sadrži 24 forme, po jednu za svaki sat u danu, a razradio ih je general Čoi, Hong Hi, osnivač veštine ITF Tekvon-do. Ove su forme starije od forma kukikvon i još uvek su vrlo popularne i izvan ITF-a.
Iako velika većina koristi forme kukkiwon ili ITF, neke manje federacije koriste vlastite, interne forme, ili još uvek koriste forme karatea koje su se koristile u samim začecima tekvondoa.
Izvođenje forma je danas međunarodni sport, i većina zemalja ima tehničke reprezentacije koje se takmiče u izvođenju forma.

#### Poreklo
Tekvondo forme su tako dizajnirane da se kolektivno nose sa pretnjama spolja u društvu, i razvile su se u organizovanoj grupi, što dovodi do slabljenja usamljenih, pojedinačnih mera odbrane. Za potrebe zajednice, praksa i prenos tehnika bi trebalo da bude lak i manje komplikovan. U tom smislu tekvondo forme će se postepeno sistematizovati kroz praksu uz pomoć filozofskih i medicinskih nauka zajedno.
Veruje se da su u davna vremena tekvondo forme praktikovane među vladajućom klasom i prvi zapis o formama se pojavljuje u dokumentima ili spomenicima oko prvog veka nove ere.

#### Definicija
Svaki poom u poomsae je nasleđen iz duge istorije od oko 5000 godina, kao konačan proizvod naučne tehnike formulisan na osnovu tradicionalnog narodnog duha i praktičnih eksperimenata. Sa tehničke tačke gledišta, sama poomsae je tekvondo, a osnovni pokreti nisu ništa više do aktivnosti da se stigne do poomsae. Kijorugi je praktična primena poomsae, i tekvondo duh se ne ispoljava na apstraktan način, nego kroz akcije poomsae. Poomsae je stil ponašanja koji se izražava kroz direktno ili indirektno mentalno i fizičko poboljšanje, isto kao i principe odbrane i napada, kao rezultata razvoja tekvondo duha i tehnike.

#### Značaj
Poomsae je niz pokreta, napadačkih i odbrambenih tehnika koje se mogu vežbati i obučavati, čak i bez prisustva instruktora, u skladu sa ustaljenim šablonima. Stoga, poomsae je zaslužan, po svojoj praksi, da bi početnik povećao Kijorugi tehnike, i primenjene tehnike uključujući i posebne tehnike koje se teško mogu uvežbati treniranjem svakog pojedinačnog pokreta odvojeno.

#### Pravila za izvođenje
1. Pre izvođenja forme obavezan je naklon i izgovaranje tačnog naziva forme na korejskom
2. Forma počinje i završava se u istoj tački
3. Pravilni (ispravni) stav mora biti zadržan sve vreme izvođenja forme
4. Mišići moraju biti stegnuti ili opušteni u kritičnim tačkama vežbe
5. Kijap (uzvik) mora se raditi na naznačenim mestima u formi
6. Forma se izvodi ritmično i bez krutosti
7. Treba znati svrhu svakog pokreta
8. Svaki pokret treba izvoditi realistično

### Samoodbrana
Dok se sportska borba temelji na takmičenju s pravilima, tehnike samoodbrane se koriste u situacijama kada ne postoji dovoljna distanca ili su standardne tehnike tekvondoa (udarci rukama i nogama) nepraktične: napad oružjem, napadi s leđa te situacije kad napadač ima kontrolu kroz gušenje ili držanje žrtve.
Samoodbrana se sastoji od udaraca rukama, nogama, laktovima, kolenima, zahvata i poluga na rukama i nogama, gušenja, bacanja, itd. Za razliku od ostalih delova tekvondoa, samoodbrana nije standardizovana i zavisi od instruktora.

### Lomljenje
Demonstracije lomljenja su provera snage i preciznosti. Tačno plasiranim udarcima, vežbač nastoji da slomi predmete poput dasaka, crepova, cigla ili bejzbol palica. Demonstracije lomljenja se uglavnom izvode kao deo prezentacija tekvondoa i prilikom polaganja za više pojaseve.

### Borba
Zadnji i po mnogima najvažniji deo taekvondoa je borba. Ovu kategoriju grubo možemo podeliti na dogovorenu borbu (borba na jedan, dva ili tri koraka, kao i borbene vežbe sa ili bez štitnika i slobodnu borbu (sa ili bez štitnika). U borbama tekvondoa koriste se ručne i nožne udaračke tehnike, ali ne i hosinsul bacanja, čišćenja ili gušenja.
Najpopularniji aspekt tekvondoa je sigurno slobodna borba. U slučaju olimpijske borbe po WTF pravilima, radi se o borbi po pravilima ful-kontakta, sa štitnicima i o međunarodnom sportu koji je predstavljen na olimpijskim igrama. Međunarodna federacija tekvondoa (ITF) ima svoja pravila, s kontrolisanim kontaktom, bez štitnika, ali i s većim brojem dozvoljenih tehnika.

## Olimpijski tekvondo
Tekvondo je učestvovao 1988. godine na olimpijskim igrama u Seulu i 1992. godine u Barseloni na olimpijskim igrama kao demonstrativni sport. 04. 09. 1994. na 103. sednici Međunarodni olimpijski komitet, u Parizu, uključuje tekvondo 2000. godine na olimpijskim igrama u Sidneju, kao zvaničan sport. 4. septembar je proglašen svetskim danom tekvondo-a od strane WTF)
Tekvondo je debitovao kao zvanični olimpijski sport na olimpijskim igrama u Sidneju 2000. godine. Od tada je broj sportista sa 103 porastao na 128. Tekvondo je potvrđen i za olimpijske igre u Tokiju 2020. godine.
WTF je uvela prvu svetsko para tekvondo prvenstvo 2009. godine, i od tada je promovisano uključenje para tekvondo-a na para olimpijske igre.
Tekvondo je postao zvaničan sport skoro svih međunarodnih sportskih igara kao i kontinentalnih igara. Sa rastućim brojem tekvondo takmičara, širom sveta, WTF sada ima oko 205 članica iz celog sveta. WTF je napravila napor da učini tekvondo, sportom za sve, bez obzira na pol, rasu, godine, religiju, kulturu i to da li je neko sa ili bez fizičkim ili mentalnim smetnjama u razvoju, u saradnji sa raznim međunarodnim sportskim organizacijama.
Na olimpijskim igrama učestvuju i ženski i muški takmičari.
Ženske kategorije:
do 49 kg,
do 57 kg,
do 67 kg i
preko 67 kg.
Muške kategorije:
do 58 kg,
do 68 kg,
do 80 kg i
preko 80 kg.

### Pravila
Borba po pravilima WTF-a sastoji se od tri runde svaka runda traje dva minuta i boduje se po rundama. Borba se može završiti ako jedan takmičar pobedi dve runde.  Borba se završava nokautom, predajom, diskvalifikacijom ili prebrojavanjem bodova na kraju meča. U slučaju nerešenog rezultata, održava se dodatna runda po principu zlatnog boda. Ako je rezultat na kraju dodatne runde još uvek izjednačen, sudija određuje pobednika odlukom o superiornosti.
Dozvoljene tehnike su udarci šakom u telo, kao i udarci nogama iznad pojasa. Udarac u telo rukom vredi jedan poen, udarac nogom u telo dva poena, nogom u glavu donosi tri poena. Udarci iz okreta u telo vrede četiri, a u glavu pet poena.
Za nedozvoljene radnje dobija se opomena (kyonggo), dve opomene predstavljaju negativan bod (gamjeom). U slučaju težih prekršaja, sudija može automatski dodeliti negativan bod. Četiri negativna boda donose diskvalifikaciju.

### Oprema
WTF propisuje sledeću zaštitnu opremu prilikom sportske borbe:
- Štitnik za telo (hogu)
- Štitnik za glavu
- Štitnike za podlaktice i potkolenice
- Štitnik za prepone
- Štitnik za zube

S ciljem povećanja sigurnosti takmičara uvedeni su kao obavezna oprema štitnici za ris i rukavice za šake.

## Neki pojmovi u tekvondou
Dojang je korejski naziv za tekvondo dvoranu. Ona je ogledalo učenika koji u njemu vežbaju. Mora biti uredan i čist.
Brojanje na korejskom: 1-hana 2-dul 3-set 4-net 5-dasat 6-jasat 7-ilgu 8-jadul 9-ahol 10-jol
Značenje nekih reči: trener-ho sin sul nosilac crnog pojasa-jo dan đa crni pojas-huk de uzvik-kijap nastavak borbe nakon prekida-kesok lomljenje-kjupka stav mirno-čeriot početak borbe-siđak

## Spoljašnje veze
- http://www.tae-kwon-doe.com Архивирано на веб-сајту  (11. април 2012)
- https://web.archive.org/web/20100329031753/http://www.tas.org.yu/
- http://www.taekwondo.org.rs/ Архивирано на веб-сајту  (4. март 2016)
- http://www.tkdgaleb.org.rs
- http://www.worldtaekwondofederation.net/ Архивирано на веб-сајту  (3. септембар 2014)
- Хапкидо